# 6542 Jacquescousteau
A 6542 Jacquescousteau (ideiglenes jelöléssel 1985 CH1) a Naprendszer kisbolygóövében található aszteroida. Antonín Mrkos fedezte fel 1985. február 15-én.